# ZNF71
ZNF71‏ (Zinc finger protein 71) هوَ بروتين يُشَفر بواسطة جين ZNF71 في الإنسان.